# Thomisus katrajghatus
Thomisus katrajghatus là một loài nhện trong họ Thomisidae.
Loài này thuộc chi Thomisus. Thomisus katrajghatus được Benoy Krishna Tikader miêu tả năm 1963.